# روبرت غراهام (كاتب)
روبرت غراهام هو مؤرخ وكاتب كندي، ولد في 1958.